# Конная гвардия (здание)
Конная гвардия (англ. Horse Guards) — здание в палладианском стиле с часовой башней в историческом центре Лондона перед плацем Хорс-Гардс.
Первое здание «Конной гвардии» было построено в 1664 году на месте, где с XVI века проводились рыцарские турниры при Уайтхольском дворце. В 1749 году оно было разобрано. Современное здание было построено по проекту английского архитектора Уильяма Кента в 1751—1753 годах.
До 1904 года здание служило резиденцией верховного главнокомандующего вооружёнными силами британской армии. В 1906 году военное ведомство переехало в Уайтхолл, и в здании разместилось командование Лондонского военного округа и Дворцовой кавалерии.